# Puchar EHF piłkarzy ręcznych 2017/2018 – faza grupowa

## Format
W fazie grupowej uczestniczy 16 drużyn, które zostały podzielone na 4 grupy po 4 zespoły. Awans do ćwierćfinałów wywalczą dwa najlepsze zespoły z każdej z grup.

## Losowanie
Losowanie fazy grupowej odbyło się 30 listopada 2017 w Wiedniu. 16 drużyn – zwycięzcy z trzeciej rundy kwalifikacyjnej – zostało podzielonych na 4 koszyki i w wyniku losowania zostały utworzone 4 grupy.
| Koszyk 1                                                               | Koszyk 2                                                               | Koszyk 3                                                             | Koszyk 4                                         |
| ---------------------------------------------------------------------- | ---------------------------------------------------------------------- | -------------------------------------------------------------------- | ------------------------------------------------ |
| SKA Mińsk Chambéry Savoie Handball Frisch Auf! Göppingen Füchse Berlin | Bjerringbro-Silkeborg Helvetia Anaitasuna Riihimäki Cocks Azoty-Puławy | RK Nexe Našice BM Granollers Saint-Raphaël Var Handball SC Magdeburg | RD Koper 2013 Wacker Thun Lugi HF Tatran Preszów |

## Tabele i wyniki

### Grupa A
| Lp. | Drużyna               | M | Mecze | Mecze | Mecze | Bramki | Bramki | Bramki | Pkt |
| Lp. | Drużyna               | M | W     | R     | P     | +      | −      | +/−    | Pkt |
| --- | --------------------- | - | ----- | ----- | ----- | ------ | ------ | ------ | --- |
| 1.  | SC Magdeburg          | 6 | 5     | 0     | 1     | 192    | 157    | +35    | 10  |
| 2.  | Bjerringbro-Silkeborg | 6 | 3     | 0     | 3     | 166    | 167    | −1     | 6   |
| 3.  | SKA Mińsk             | 6 | 2     | 1     | 3     | 177    | 178    | −1     | 5   |
| 4.  | Tatran Preszów        | 6 | 1     | 1     | 4     | 146    | 169    | −23    | 3   |

| Gospodarz \ Gość      | SKA   | BSV   | MAG   | PRE   |
| SKA Mińsk             |       | 27:26 | 31:33 | 34:27 |
| Bjerringbro-Silkeborg | 32:30 |       | 27:26 | 27:19 |
| SC Magdeburg          | 35:30 | 33:26 |       | 36:24 |
| Tatran Preszów        | 25:25 | 32:28 | 19:29 |       |

Wyniki
| 10 lutego 201814:00 | Bjerringbro-Silkeborg | 27:19(15:10) | Tatran Preszów | gospodarz Widzów: 1700 Sędzia: Javier Álvarez Mata Yon Bustamante López |
| 10 lutego 201814:00 | Nikolaj Nielsen 7     | 27:19(15:10) | 5 Jakub Hrstka | gospodarz Widzów: 1700 Sędzia: Javier Álvarez Mata Yon Bustamante López |
| 10 lutego 201814:00 | 4× · 3×               | 27:19(15:10) | 1× · 3×        | gospodarz Widzów: 1700 Sędzia: Javier Álvarez Mata Yon Bustamante López |

| 10 lutego 201818:00 | SKA Mińsk         | 31:33(19:17) | SC Magdeburg       | gospodarz Widzów: 2000 Sędzia: Konstantinos Katsikis Michalis Michailidis |
| 10 lutego 201818:00 | Mikita Vailupau 8 | 31:33(19:17) | 10 Matthias Musche | gospodarz Widzów: 2000 Sędzia: Konstantinos Katsikis Michalis Michailidis |
| 10 lutego 201818:00 | 7× · 3×           | 31:33(19:17) | 1× · 3×            | gospodarz Widzów: 2000 Sędzia: Konstantinos Katsikis Michalis Michailidis |

| 14 lutego 201819:00 | SC Magdeburg      | 33:26(15:12) | Bjerringbro-Silkeborg  | gospodarz Widzów: 3208 Sędzia: Ferenc Bonifert Viktor Oláh |
| 14 lutego 201819:00 | Matthias Musche 7 | 33:26(15:12) | 8 Nikolaj Øris Nielsen | gospodarz Widzów: 3208 Sędzia: Ferenc Bonifert Viktor Oláh |
| 14 lutego 201819:00 | 1× · 1×           | 33:26(15:12) | 2× · 3×                | gospodarz Widzów: 3208 Sędzia: Ferenc Bonifert Viktor Oláh |

| 17 lutego 201818:00 | Tatran Preszów | 25:25(13:11) | SKA Mińsk           | gospodarz Widzów: 2200 Sędzia: Bogdan Nicolae Stark Romeo Mihai Ștefan |
| 17 lutego 201818:00 | Jakub Hrstka 6 | 25:25(13:11) | 8 Vladyslav Dontsov | gospodarz Widzów: 2200 Sędzia: Bogdan Nicolae Stark Romeo Mihai Ștefan |
| 17 lutego 201818:00 | 4× · 3×        | 25:25(13:11) | 4× · 3×             | gospodarz Widzów: 2200 Sędzia: Bogdan Nicolae Stark Romeo Mihai Ștefan |

| 24 lutego 201815:00 | Bjerringbro-Silkeborg          | 32:30(14:14) | SKA Mińsk           | gospodarz Widzów: 1748 Sędzia: Daniel Accoto Martins Roberto Accoto Martins |
| 24 lutego 201815:00 | Nikolaj Rømer Berg Markussen 9 | 32:30(14:14) | 9 Uladzislau Kulesh | gospodarz Widzów: 1748 Sędzia: Daniel Accoto Martins Roberto Accoto Martins |
| 24 lutego 201815:00 | 3× · 1×                        | 32:30(14:14) | 4× · 2×             | gospodarz Widzów: 1748 Sędzia: Daniel Accoto Martins Roberto Accoto Martins |

| 24 lutego 201818:00 | Tatran Preszów             | 19:29(11:16) | SC Magdeburg       | gospodarz Widzów: 2344 Sędzia: Taras Kouz Viktor Zhoba |
| 24 lutego 201818:00 | Jakub Hrstka 4 Tomáš Číp 4 | 19:29(11:16) | 10 Matthias Musche | gospodarz Widzów: 2344 Sędzia: Taras Kouz Viktor Zhoba |
| 24 lutego 201818:00 | 1× · 3×                    | 19:29(11:16) | 2× · 2×            | gospodarz Widzów: 2344 Sędzia: Taras Kouz Viktor Zhoba |

| 3 marca 201819:30 | SKA Mińsk    | 27:26(15:14) | Bjerringbro-Silkeborg  | gospodarz Widzów: 1900 Sędzia: Milan Hájek Karel Macho |
| 3 marca 201819:30 | Artur Rudz 7 | 27:26(15:14) | 6 Jóhan á Plógv Hansen | gospodarz Widzów: 1900 Sędzia: Milan Hájek Karel Macho |
| 3 marca 201819:30 | 4× · 4×      | 27:26(15:14) | 6× · 2×                | gospodarz Widzów: 1900 Sędzia: Milan Hájek Karel Macho |

| 4 marca 201815:00 | SC Magdeburg    | 36:24(22:12) | Tatran Preszów | gospodarz Widzów: 4187 Sędzia: Karim Gasmi Raouf Gasmi |
| 4 marca 201815:00 | Robert Weber 11 | 36:24(22:12) | 8 Jakub Hrstka | gospodarz Widzów: 4187 Sędzia: Karim Gasmi Raouf Gasmi |
| 4 marca 201815:00 | 7× · 4× · 1×    | 36:24(22:12) | 3× · 2×        | gospodarz Widzów: 4187 Sędzia: Karim Gasmi Raouf Gasmi |

| 24 marca 201818:00 | Tatran Preszów | 32:28(13:16) | Bjerringbro-Silkeborg          | gospodarz Widzów: 2300 Sędzia: Tomislav Cindrić Robert Gonzurek |
| 24 marca 201818:00 | Lukáš Urban 7  | 32:28(13:16) | 9 Nikolaj Rømer Berg Markussen | gospodarz Widzów: 2300 Sędzia: Tomislav Cindrić Robert Gonzurek |
| 24 marca 201818:00 | 3× · 2×        | 32:28(13:16) | 5× · 3×                        | gospodarz Widzów: 2300 Sędzia: Tomislav Cindrić Robert Gonzurek |

| 25 marca 201815:30 | SC Magdeburg     | 35:30(17:15) | SKA Mińsk           | gospodarz Widzów: 4287 Sędzia: Arthur Brunner Morad Salah |
| 25 marca 201815:30 | Lukas Mertens 10 | 35:30(17:15) | 6 Uladzislau Kulesh | gospodarz Widzów: 4287 Sędzia: Arthur Brunner Morad Salah |
| 25 marca 201815:30 | 2× · 2×          | 35:30(17:15) | 6× · 3×             | gospodarz Widzów: 4287 Sędzia: Arthur Brunner Morad Salah |

| 31 marca 201815:00 | Bjerringbro-Silkeborg                                | 27:26(12:11) | SC Magdeburg    | gospodarz Widzów: 2036 Sędzia: Robert Harabagiu Silviu Stănescu |
| 31 marca 201815:00 | Nikolaj Øris Nielsen 7 Michael Vestergaard Knudsen 7 | 27:26(12:11) | 6 Lukas Mertens | gospodarz Widzów: 2036 Sędzia: Robert Harabagiu Silviu Stănescu |
| 31 marca 201815:00 | 7× · 2× · 1×                                         | 27:26(12:11) | 4× · 4×         | gospodarz Widzów: 2036 Sędzia: Robert Harabagiu Silviu Stănescu |

| 31 marca 201818:30 | SKA Mińsk           | 34:27(14:12) | Tatran Preszów  | gospodarz Widzów: 1200 Sędzia: Ivars Čerņavskis Edmunds Bogdanovs |
| 31 marca 201818:30 | Uladzislau Kulesh 9 | 34:27(14:12) | 11 Jakub Hrstka | gospodarz Widzów: 1200 Sędzia: Ivars Čerņavskis Edmunds Bogdanovs |
| 31 marca 201818:30 | 4× · 3×             | 34:27(14:12) | 3× · 3×         | gospodarz Widzów: 1200 Sędzia: Ivars Čerņavskis Edmunds Bogdanovs |

### Grupa B
| Lp. | Drużyna                    | M | Mecze | Mecze | Mecze | Bramki | Bramki | Bramki | Pkt |
| Lp. | Drużyna                    | M | W     | R     | P     | +      | −      | +/−    | Pkt |
| --- | -------------------------- | - | ----- | ----- | ----- | ------ | ------ | ------ | --- |
| 1.  | Füchse Berlin              | 6 | 5     | 0     | 1     | 185    | 154    | +31    | 10  |
| 2.  | Saint-Raphaël Var Handball | 6 | 5     | 0     | 1     | 183    | 165    | +18    | 10  |
| 3.  | Helvetia Anaitasuna        | 6 | 2     | 0     | 4     | 174    | 201    | −27    | 4   |
| 4.  | Lugi HF                    | 6 | 0     | 0     | 6     | 169    | 191    | −22    | 0   |

| Gospodarz \ Gość           | BER   | ANA   | SRA   | LUG   |
| Füchse Berlin              |       | 34:23 | 21:26 | 34:25 |
| Helvetia Anaitasuna        | 28:30 |       | 29:38 | 34:32 |
| Saint-Raphaël Var Handball | 25:34 | 36:27 |       | 28:26 |
| Lugi HF                    | 27:32 | 31:33 | 28:30 |       |

Wyniki
| 7 lutego 201819:30 | Füchse Berlin                  | 21:26(7:13) | Saint-Raphaël Var Handball | gospodarz Widzów: 2000 Sędzia: Denis Bolic Christoph Hurich |
| 7 lutego 201819:30 | Fabian Wiede 4 Marko Kopljar 4 | 21:26(7:13) | 7 Raphaël Caucheteux       | gospodarz Widzów: 2000 Sędzia: Denis Bolic Christoph Hurich |
| 7 lutego 201819:30 | 4× · 3×                        | 21:26(7:13) | 6× · 2× · 1×               | gospodarz Widzów: 2000 Sędzia: Denis Bolic Christoph Hurich |

| 10 lutego 201819:00 | Helvetia Anaitasuna           | 34:32(17:17) | Lugi HF          | gospodarz Widzów: 1500 Sędzia: Radojko Brkic Andrei Jusufhodzic |
| 10 lutego 201819:00 | Oswaldo Dos Santos Maestro 10 | 34:32(17:17) | 8 Alfred Jönsson | gospodarz Widzów: 1500 Sędzia: Radojko Brkic Andrei Jusufhodzic |
| 10 lutego 201819:00 | 2× · 3×                       | 34:32(17:17) | 3× · 2×          | gospodarz Widzów: 1500 Sędzia: Radojko Brkic Andrei Jusufhodzic |

| 15 lutego 201819:00 | Lugi HF             | 27:32(16:12) | Füchse Berlin    | gospodarz Widzów: 1405 Sędzia: Marko Boričić Dejan Marković |
| 15 lutego 201819:00 | Hampus Jildenbäck 8 | 27:32(16:12) | 11 Hans Lindberg | gospodarz Widzów: 1405 Sędzia: Marko Boričić Dejan Marković |
| 15 lutego 201819:00 | 3× · 3×             | 27:32(16:12) | 5× · 4×          | gospodarz Widzów: 1405 Sędzia: Marko Boričić Dejan Marković |

| 17 lutego 201820:45 | Saint-Raphaël Var Handball | 36:27(18:13) | Helvetia Anaitasuna                                              | gospodarz Widzów: 2000 Sędzia: Dimitar Mitrevski Blagojche Todorovski |
| 17 lutego 201820:45 | Daniel Sarmiento Melián 8  | 36:27(18:13) | 4 Xabier Etxeberria Uriz 4 Filipe Mota 4 Carlos Chocarro Gorraiz | gospodarz Widzów: 2000 Sędzia: Dimitar Mitrevski Blagojche Todorovski |
| 17 lutego 201820:45 | 3× · 3×                    | 36:27(18:13) | 4× · 4×                                                          | gospodarz Widzów: 2000 Sędzia: Dimitar Mitrevski Blagojche Todorovski |

| 24 lutego 201819:00 | Helvetia Anaitasuna       | 28:30(11:17) | Füchse Berlin    | gospodarz Widzów: 1800 Sędzia: Tomislav Cindrić Robert Gonzurek |
| 24 lutego 201819:00 | Álvaro Gastón Fernández 7 | 28:30(11:17) | 10 Hans Lindberg | gospodarz Widzów: 1800 Sędzia: Tomislav Cindrić Robert Gonzurek |
| 24 lutego 201819:00 | 3×                        | 28:30(11:17) | 3× · 2×          | gospodarz Widzów: 1800 Sędzia: Tomislav Cindrić Robert Gonzurek |

| 25 lutego 201816:00 | Lugi HF        | 28:30(10:11) | Saint-Raphaël Var Handball          | gospodarz Sędzia: Robert Harabagiu Silviu Stănescu |
| 25 lutego 201816:00 | Lucas Pellas 8 | 28:30(10:11) | 6 Daniel Sarmiento 6 Adrien Dipanda | gospodarz Sędzia: Robert Harabagiu Silviu Stănescu |
| 25 lutego 201816:00 | 3× · 4×        | 28:30(10:11) | 3× · 3×                             | gospodarz Sędzia: Robert Harabagiu Silviu Stănescu |

| 3 marca 201820:45 | Saint-Raphaël Var Handball | 28:26(14:17) | Lugi HF          | gospodarz Widzów: 17446 Sędzia: Per Olesen Claus Gramm Pedersen |
| 3 marca 201820:45 | Raphaël Caucheteux 9       | 28:26(14:17) | 6 Alfred Jönsson | gospodarz Widzów: 17446 Sędzia: Per Olesen Claus Gramm Pedersen |
| 3 marca 201820:45 | 6× · 2×                    | 28:26(14:17) | 6× · 3×          | gospodarz Widzów: 17446 Sędzia: Per Olesen Claus Gramm Pedersen |

| 4 marca 201815:00 | Füchse Berlin   | 34:23(17:10) | Helvetia Anaitasuna  | gospodarz Widzów: 5983 Sędzia: Robin Sager Stefan Styger |
| 4 marca 201815:00 | Hans Lindberg 7 | 34:23(17:10) | 6 Raul Nantes Campos | gospodarz Widzów: 5983 Sędzia: Robin Sager Stefan Styger |
| 4 marca 201815:00 | 2× · 3×         | 34:23(17:10) | 5× · 4×              | gospodarz Widzów: 5983 Sędzia: Robin Sager Stefan Styger |

| 24 marca 201815:00 | Lugi HF                            | 31:33(17:15) | Helvetia Anaitasuna   | gospodarz Widzów: 895 Sędzia: Andrej Budzák Michal Záhradník |
| 24 marca 201815:00 | Karl Wallinius 5 Anders Hallberg 5 | 31:33(17:15) | 7 Ander Ugarte Cortes | gospodarz Widzów: 895 Sędzia: Andrej Budzák Michal Záhradník |
| 24 marca 201815:00 | 2× · 3×                            | 31:33(17:15) | 4× · 3×               | gospodarz Widzów: 895 Sędzia: Andrej Budzák Michal Záhradník |

| 24 marca 201820:45 | Saint-Raphaël Var Handball | 25:34(12:17) | Füchse Berlin   | gospodarz Widzów: 2077 Sędzia: Lars Jørum Håvard Kleven |
| 24 marca 201820:45 | Adrien Dipanda 5           | 25:34(12:17) | 8 Hans Lindberg | gospodarz Widzów: 2077 Sędzia: Lars Jørum Håvard Kleven |
| 24 marca 201820:45 | 5× · 1×                    | 25:34(12:17) | 6× · 3×         | gospodarz Widzów: 2077 Sędzia: Lars Jørum Håvard Kleven |

| 1 kwietnia 201815:00 | Füchse Berlin   | 34:25(17:12) | Lugi HF             | gospodarz Widzów: 5805 Sędzia: Konstantin Ershov Anton Pavliukov |
| 1 kwietnia 201815:00 | Hans Lindberg 7 | 34:25(17:12) | 7 Hampus Jildenbäck | gospodarz Widzów: 5805 Sędzia: Konstantin Ershov Anton Pavliukov |
| 1 kwietnia 201815:00 | 4× · 3×         | 34:25(17:12) | 2× · 3×             | gospodarz Widzów: 5805 Sędzia: Konstantin Ershov Anton Pavliukov |

| 1 kwietnia 201817:00 | Helvetia Anaitasuna         | 29:38(14:16) | Saint-Raphaël Var Handball | gospodarz Widzów: 1500 Sędzia: Mads Dahl Hermann Jesper Madsen |
| 1 kwietnia 201817:00 | Oswaldo Maestro Guimarães 7 | 29:38(14:16) | 9 Xavier Barachet          | gospodarz Widzów: 1500 Sędzia: Mads Dahl Hermann Jesper Madsen |
| 1 kwietnia 201817:00 | 2× · 3×                     | 29:38(14:16) | 3× · 3×                    | gospodarz Widzów: 1500 Sędzia: Mads Dahl Hermann Jesper Madsen |

### Grupa C
| Lp. | Drużyna               | M | Mecze | Mecze | Mecze | Bramki | Bramki | Bramki | Pkt |
| Lp. | Drużyna               | M | W     | R     | P     | +      | −      | +/−    | Pkt |
| --- | --------------------- | - | ----- | ----- | ----- | ------ | ------ | ------ | --- |
| 1.  | Frisch Auf! Göppingen | 6 | 6     | 0     | 0     | 177    | 144    | +33    | 12  |
| 2.  | RK Nexe Našice        | 6 | 4     | 0     | 2     | 164    | 152    | +12    | 8   |
| 3.  | RD Koper 2013         | 6 | 1     | 0     | 5     | 152    | 168    | −16    | 2   |
| 4.  | Riihimäki Cocks       | 6 | 1     | 0     | 5     | 143    | 172    | −29    | 2   |

| Gospodarz \ Gość      | FAG   | COC   | NXE   | KOP   |
| Frisch Auf! Göppingen |       | 33:27 | 30:27 | 31:26 |
| Riihimäki Cocks       | 20:31 |       | 20:22 | 27:32 |
| RK Nexe Našice        | 24:27 | 31:24 |       | 29:24 |
| RD Koper 2013         | 20:25 | 23:25 | 27:31 |       |

Wyniki
| 10 lutego 201817:00 | Riihimäki Cocks  | 27:32(14:16) | RD Koper 2013 | Folksam Arena, Siuntio Widzów: 403 Sędzia: Daniel Freitas César Carvalho |
| 10 lutego 201817:00 | Nico Rönnberg 11 | 27:32(14:16) | 8 Dani Zugan  | Folksam Arena, Siuntio Widzów: 403 Sędzia: Daniel Freitas César Carvalho |
| 10 lutego 201817:00 | 5× · 3×          | 27:32(14:16) | 7× · 4×       | Folksam Arena, Siuntio Widzów: 403 Sędzia: Daniel Freitas César Carvalho |

| 10 lutego 201819:30 | Frisch Auf! Göppingen     | 30:27(16:15) | RK Nexe Našice | gospodarz Widzów: 2700 Sędzia: Dzmitry Nabokau Siarhei Kulik |
| 10 lutego 201819:30 | Allan Damgaard Espersen 7 | 30:27(16:15) | 7 Vedran Zrnić | gospodarz Widzów: 2700 Sędzia: Dzmitry Nabokau Siarhei Kulik |
| 10 lutego 201819:30 | 6× · 2×                   | 30:27(16:15) | 3× · 2×        | gospodarz Widzów: 2700 Sędzia: Dzmitry Nabokau Siarhei Kulik |

| 17 lutego 201819:00 | RD Koper 2013       | 20:25(10:15) | Frisch Auf! Göppingen | gospodarz Widzów: 2000 Sędzia: Said Bounouara Khalid Sami |
| 17 lutego 201819:00 | Marko Matijaševič 5 | 20:25(10:15) | 8 Marcel Schiller     | gospodarz Widzów: 2000 Sędzia: Said Bounouara Khalid Sami |
| 17 lutego 201819:00 | 5× · 3×             | 20:25(10:15) | 3× · 3×               | gospodarz Widzów: 2000 Sędzia: Said Bounouara Khalid Sami |

| 18 lutego 201818:00 | RK Nexe Našice            | 31:24(16:16) | Riihimäki Cocks                  | gospodarz Widzów: 1680 Sędzia: Doru Manea Radu Iliescu |
| 18 lutego 201818:00 | Saša-Lela Barišić-Jaman 9 | 31:24(16:16) | 4 Teemu Tamminen 4 Nico Rönnberg | gospodarz Widzów: 1680 Sędzia: Doru Manea Radu Iliescu |
| 18 lutego 201818:00 | 2× · 3×                   | 31:24(16:16) | 5× · 2×                          | gospodarz Widzów: 1680 Sędzia: Doru Manea Radu Iliescu |

| 24 lutego 201815:00 | RD Koper 2013    | 27:31(13:16) | RK Nexe Našice            | gospodarz Widzów: 1300 Sędzia: Péter Herczeg Péter Südi |
| 24 lutego 201815:00 | Adam Bratković 7 | 27:31(13:16) | 9 Saša-Lela Barišić-Jaman | gospodarz Widzów: 1300 Sędzia: Péter Herczeg Péter Südi |
| 24 lutego 201815:00 | 7× · 4×          | 27:31(13:16) | 9× · 3× · 1×              | gospodarz Widzów: 1300 Sędzia: Péter Herczeg Péter Südi |

| 24 lutego 201817:00 | Riihimäki Cocks | 20:31(12:14) | Frisch Auf! Göppingen | Folksam Arena, Siuntio Widzów: 500 Sędzia: Saša Pandžić Boris Šatordžija |
| 24 lutego 201817:00 | Nico Rönnberg 6 | 20:31(12:14) | 7 Jens Schöngarth     | Folksam Arena, Siuntio Widzów: 500 Sędzia: Saša Pandžić Boris Šatordžija |
| 24 lutego 201817:00 | 4× · 3×         | 20:31(12:14) | 2× · 3×               | Folksam Arena, Siuntio Widzów: 500 Sędzia: Saša Pandžić Boris Šatordžija |

| 28 lutego 201820:00 | Frisch Auf! Göppingen | 33:27(13:12) | Riihimäki Cocks | gospodarz Widzów: 2200 Sędzia: André Philipp Buache Marco Meyer |
| 28 lutego 201820:00 | Jacob Bagersted 6     | 33:27(13:12) | 5 Nico Rönnberg | gospodarz Widzów: 2200 Sędzia: André Philipp Buache Marco Meyer |
| 28 lutego 201820:00 | 3× · 2×               | 33:27(13:12) | 4× · 1×         | gospodarz Widzów: 2200 Sędzia: André Philipp Buache Marco Meyer |

| 4 marca 201818:00 | RK Nexe Našice            | 29:24(15:12) | RD Koper 2013    | gospodarz Widzów: 1920 Sędzia: Lukáš Frieser Radoslav Kavulič |
| 4 marca 201818:00 | Saša-Lela Barišić-Jaman 8 | 29:24(15:12) | 6 Adam Bratkovič | gospodarz Widzów: 1920 Sędzia: Lukáš Frieser Radoslav Kavulič |
| 4 marca 201818:00 | 6× · 2×                   | 29:24(15:12) | 8× · 3× · 2×     | gospodarz Widzów: 1920 Sędzia: Lukáš Frieser Radoslav Kavulič |

| 24 marca 201815:00 | RD Koper 2013    | 23:25(10:13) | Riihimäki Cocks | gospodarz Widzów: 1500 Sędzia: Yaron Ben-Dan Assaf Faran |
| 24 marca 201815:00 | Adam Bratković 8 | 23:25(10:13) | 9 Nico Rönnberg | gospodarz Widzów: 1500 Sędzia: Yaron Ben-Dan Assaf Faran |
| 24 marca 201815:00 | 4× · 3×          | 23:25(10:13) | 5× · 4× · 2×    | gospodarz Widzów: 1500 Sędzia: Yaron Ben-Dan Assaf Faran |

| 26 marca 201819:00 | RK Nexe Našice            | 24:27(8:15) | Frisch Auf! Göppingen | gospodarz Widzów: 1950 Sędzia: Konstantinos Katsikis Michalis Michailidis |
| 26 marca 201819:00 | Saša-Lela Barišić-Jaman 9 | 24:27(8:15) | 6 Marcel Schiller     | gospodarz Widzów: 1950 Sędzia: Konstantinos Katsikis Michalis Michailidis |
| 26 marca 201819:00 | 2×                        | 24:27(8:15) | 6× · 3× · 1×          | gospodarz Widzów: 1950 Sędzia: Konstantinos Katsikis Michalis Michailidis |

| 31 marca 201817:00 | Riihimäki Cocks | 20:22(10:14) | RK Nexe Našice | gospodarz Widzów: 281 Sędzia: Mirza Kurtagic Mattias Wetterwik |
| 31 marca 201817:00 | Nico Rönnberg 9 | 20:22(10:14) | 7 Vedran Zrnić | gospodarz Widzów: 281 Sędzia: Mirza Kurtagic Mattias Wetterwik |
| 31 marca 201817:00 | 1× · 2×         | 20:22(10:14) | 3× · 2×        | gospodarz Widzów: 281 Sędzia: Mirza Kurtagic Mattias Wetterwik |

| 31 marca 201819:30 | Frisch Auf! Göppingen | 31:26(17:11) | RD Koper 2013    | gospodarz Widzów: 3200 Sędzia: Per Olesen Claus Gramm Pedersen |
| 31 marca 201819:30 | Žarko Šešum 7         | 31:26(17:11) | 6 Adam Bratković | gospodarz Widzów: 3200 Sędzia: Per Olesen Claus Gramm Pedersen |
| 31 marca 201819:30 | 3× · 3×               | 31:26(17:11) | 1× · 3×          | gospodarz Widzów: 3200 Sędzia: Per Olesen Claus Gramm Pedersen |

### Grupa D
| Lp. | Drużyna                  | M | Mecze | Mecze | Mecze | Bramki | Bramki | Bramki | Pkt |
| Lp. | Drużyna                  | M | W     | R     | P     | +      | −      | +/−    | Pkt |
| --- | ------------------------ | - | ----- | ----- | ----- | ------ | ------ | ------ | --- |
| 1.  | BM Granollers            | 6 | 4     | 1     | 1     | 175    | 157    | +18    | 9   |
| 2.  | Chambéry Savoie Handball | 6 | 4     | 1     | 1     | 162    | 152    | +10    | 9   |
| 3.  | Azoty-Puławy             | 6 | 2     | 0     | 4     | 168    | 179    | −11    | 4   |
| 4.  | Wacker Thun              | 6 | 1     | 0     | 5     | 152    | 169    | −17    | 2   |

| Gospodarz \ Gość         | CHA   | PUL   | GRA   | THU   |
| Chambéry Savoie Handball |       | 28:22 | 30:30 | 27:22 |
| Azoty-Puławy             | 25:27 |       | 30:37 | 31:29 |
| BM Granollers            | 28:21 | 32:26 |       | 25:24 |
| Wacker Thun              | 25:29 | 26:34 | 26:23 |       |

Wyniki
| 10 lutego 201820:45 | Chambéry Savoie Handball | 30:30(12:17) | BM Granollers           | gospodarz Widzów: 2200 Sędzia: Aleksandar Jović Nedim Arnautović |
| 10 lutego 201820:45 | Quentin Minel 7          | 30:30(12:17) | 9 Adrián Figueras Trejo | gospodarz Widzów: 2200 Sędzia: Aleksandar Jović Nedim Arnautović |
| 10 lutego 201820:45 | 3× · 4×                  | 30:30(12:17) | 4× · 4×                 | gospodarz Widzów: 2200 Sędzia: Aleksandar Jović Nedim Arnautović |

| 11 lutego 201816:00 | Azoty-Puławy        | 31:29(17:14) | Wacker Thun              | Hala Sportowo-Widowiskowa „Globus”, Lublin Widzów: 2800 Sędzia: Athanasios Chaskis Dimitrios Tsakonas |
| 11 lutego 201816:00 | Wojciech Gumiński 7 | 31:29(17:14) | 13 Lukas von Deschwanden | Hala Sportowo-Widowiskowa „Globus”, Lublin Widzów: 2800 Sędzia: Athanasios Chaskis Dimitrios Tsakonas |
| 11 lutego 201816:00 | 2× · 3×             | 31:29(17:14) | 3× · 3×                  | Hala Sportowo-Widowiskowa „Globus”, Lublin Widzów: 2800 Sędzia: Athanasios Chaskis Dimitrios Tsakonas |

| 17 lutego 201817:00 | Wacker Thun             | 25:29(12:15) | Chambéry Savoie Handball | gospodarz Widzów: 1070 Sędzia: Péter Horváth Balázs Marton |
| 17 lutego 201817:00 | Lukas von Deschwanden 8 | 25:29(12:15) | 8 Fahrudin Melić         | gospodarz Widzów: 1070 Sędzia: Péter Horváth Balázs Marton |
| 17 lutego 201817:00 | 4× · 3×                 | 25:29(12:15) | 3× · 2×                  | gospodarz Widzów: 1070 Sędzia: Péter Horváth Balázs Marton |

| 18 lutego 201819:00 | BM Granollers         | 32:26(21:14) | Azoty-Puławy  | gospodarz Widzów: 1200 Sędzia: Ivars Čerņavskis Edmunds Bogdanovs |
| 18 lutego 201819:00 | Rolandas Bernatonis 7 | 32:26(21:14) | 9 Marko Panić | gospodarz Widzów: 1200 Sędzia: Ivars Čerņavskis Edmunds Bogdanovs |
| 18 lutego 201819:00 | 2× · 2×               | 32:26(21:14) | 4× · 2×       | gospodarz Widzów: 1200 Sędzia: Ivars Čerņavskis Edmunds Bogdanovs |

| 24 lutego 201816:00 | Azoty-Puławy  | 25:27(15:12) | Chambéry Savoie Handball | Hala Sportowo-Widowiskowa „Globus”, Lublin Widzów: 3150 Sędzia: Vagif Aliyev Alekper Aghakishiyev |
| 24 lutego 201816:00 | Marko Panić 7 | 25:27(15:12) | 7 Fahrudin Melić         | Hala Sportowo-Widowiskowa „Globus”, Lublin Widzów: 3150 Sędzia: Vagif Aliyev Alekper Aghakishiyev |
| 24 lutego 201816:00 | 2× · 3×       | 25:27(15:12) | 1× · 4×                  | Hala Sportowo-Widowiskowa „Globus”, Lublin Widzów: 3150 Sędzia: Vagif Aliyev Alekper Aghakishiyev |

| 25 lutego 201817:00 | Wacker Thun          | 26:23(11:12) | BM Granollers         | gospodarz Widzów: 1120 Sędzia: Gytis Šniurevičius Andrius Grigalionis |
| 25 lutego 201817:00 | Nicolas Jann Suter 6 | 26:23(11:12) | 5 Rolandas Bernatonis | gospodarz Widzów: 1120 Sędzia: Gytis Šniurevičius Andrius Grigalionis |
| 25 lutego 201817:00 | 1× · 3×              | 26:23(11:12) | 2×                    | gospodarz Widzów: 1120 Sędzia: Gytis Šniurevičius Andrius Grigalionis |

| 4 marca 201812:30 | BM Granollers                   | 25:24(10:10) | Wacker Thun   | gospodarz Widzów: 1286 Sędzia: Florian Hofer Andreas Schmidhuber |
| 4 marca 201812:30 | Cabanas Garcia Pertusa Alvaro 5 | 25:24(10:10) | 7 Lenny Rubin | gospodarz Widzów: 1286 Sędzia: Florian Hofer Andreas Schmidhuber |
| 4 marca 201812:30 | 3× · 3×                         | 25:24(10:10) | 8× · 1×       | gospodarz Widzów: 1286 Sędzia: Florian Hofer Andreas Schmidhuber |

| 4 marca 201815:00 | Chambéry Savoie Handball | 28:22(14:9) | Azoty-Puławy      | gospodarz Widzów: 2417 Sędzia: Tomas Barysas Povilas Petrusis |
| 4 marca 201815:00 | Baptiste Malfondet 7     | 28:22(14:9) | 5 Tomasz Kasprzak | gospodarz Widzów: 2417 Sędzia: Tomas Barysas Povilas Petrusis |
| 4 marca 201815:00 | 2× · 2×                  | 28:22(14:9) | 4× · 1×           | gospodarz Widzów: 2417 Sędzia: Tomas Barysas Povilas Petrusis |

| 24 marca 201817:00 | Wacker Thun          | 26:34(11:14) | Azoty-Puławy      | gospodarz Widzów: 730 Sędzia: Marko Boričić Dejan Marković |
| 24 marca 201817:00 | Nicolas Jann Suter 7 | 26:34(11:14) | 6 Paweł Podsiadło | gospodarz Widzów: 730 Sędzia: Marko Boričić Dejan Marković |
| 24 marca 201817:00 | 3× · 3×              | 26:34(11:14) | 4× · 2×           | gospodarz Widzów: 730 Sędzia: Marko Boričić Dejan Marković |

| 25 marca 201819:00 | BM Granollers                                | 28:21(13:12) | Chambéry Savoie Handball                 | gospodarz Widzów: 1500 Sędzia: Bogdan Nicolae Stark Romeo Mihai Ștefan |
| 25 marca 201819:00 | Marc Cañellas Reixach 7 David Resina Forns 7 | 28:21(13:12) | 5 Fahrudin Melić 5 Niko Mindegía Elizaga | gospodarz Widzów: 1500 Sędzia: Bogdan Nicolae Stark Romeo Mihai Ștefan |
| 25 marca 201819:00 | 1× · 4×                                      | 28:21(13:12) | 3× · 3×                                  | gospodarz Widzów: 1500 Sędzia: Bogdan Nicolae Stark Romeo Mihai Ștefan |

| 31 marca 201816:00 | Azoty-Puławy                       | 30:37(13:17) | BM Granollers                                  | Hala Sportowo-Widowiskowa „Globus”, Lublin Widzów: 1750 Sędzia: Jan-Erik Leandersson Mikael Lindroos |
| 31 marca 201816:00 | Paweł Podsiadło 6 Mateusz Seroka 6 | 30:37(13:17) | 6 Adrià Figueras Trejo 6 Marc Cañellas Reixach | Hala Sportowo-Widowiskowa „Globus”, Lublin Widzów: 1750 Sędzia: Jan-Erik Leandersson Mikael Lindroos |
| 31 marca 201816:00 | 2× · 3×                            | 30:37(13:17) | 2× · 3× · 1×                                   | Hala Sportowo-Widowiskowa „Globus”, Lublin Widzów: 1750 Sędzia: Jan-Erik Leandersson Mikael Lindroos |

| 31 marca 201820:45 | Chambéry Savoie Handball | 27:22(14:9) | Wacker Thun   | gospodarz Widzów: 2100 Sędzia: Georgios Panayides Marios Andreou |
| 31 marca 201820:45 | Sandro Obranović 7       | 27:22(14:9) | 7 Lenny Rubin | gospodarz Widzów: 2100 Sędzia: Georgios Panayides Marios Andreou |
| 31 marca 201820:45 | 4× · 3×                  | 27:22(14:9) | 4× · 3×       | gospodarz Widzów: 2100 Sędzia: Georgios Panayides Marios Andreou |